# Ginuwine
 (août 2025).
Si vous disposez d'ouvrages ou d'articles de référence ou si vous connaissez des sites web de qualité traitant du thème abordé ici, merci de compléter l'article en donnant les références utiles à sa vérifiabilité et en les liant à la section « Notes et références ».
 (février 2025).
Ginuwine, de son vrai nom Elgin Baylor Lumpkin, est un chanteur américain de RnB, né le 15 octobre 1970 à Washington, DC.

## Biographie
En janvier 2018, il participe à la 21e saison de Celebrity Big Brother.
Il a été marié (2003-2015) à la rappeuse Solé (en) (Tonya M. Lumpkin).

## Discographie
Il est signé sous le label Epic Records depuis le milieu des années 1990.

### Albums
- 1996 : Ginuwine...The Bachelor
- 1998 : 100% Ginuwine
- 2001 : The Life
- 2003 : The Senior
- 2005 : Back II da basics
- 2006 : Greatest Hits
- 2007 : I Apologize
- 2009 : A Mans Thoughts
- 2011 : Elgin

### Singles
- 1996 : Pony
- 1997 : Tell Me Do U Wanna
- 1997 : When Doves Cry
- 1997 : I'll Do Anything I'm Sorry
- 1998 : Only When Ur Lonely
- 1998 : Holler
- 1999 : What's So Different
- 1999 : Same 'Ol G
- 1999 : So Anxious
- 1999 : None of Ur Friends Business
- 2001 : Just Because
- 2002 : Differences
- 2002 : There It Is
- 2002 : Tribute To A Woman
- 2002 : Stingy
- 2003 : Hell Yeah
- 2003 : In Those Jeans
- 2003 : Love You More
- 2005 : When We Make Love
- 2006 : I'm In Love
- 2009 : Last Chance
- 2011 : Elgin

### Producteurs
Timbaland, Missy Elliott, Ginuwine, P.Diddy, Robert Reives, Raphael Saadiq, Dan Shea, Rick Wake, Corey Rooney, Troy Oliver, Loren Dawson, Big Dog, Richie Jones, Khris Kellow, Greg Lawson, Bryan Michael Cox, Scott Storch, Jason Perry, James Freebarin-Smith, R. Kelly, Troy Taylor, Diane Warren, Barry Hankerson, Jomo Hankerson, Dré & Vidal.

### Featurings
- Timbaland & Magoo -"Welcome to Our World"-"Tim's Bio "
- Aaliyah - One in a Million (Remix)
- Aaliyah - "final warning" (album 100% Ginuwine)
- Dr Dolittle (OST)
- Barbershop (OST) - "Stingy"
- Fat Joe -"Loyalty" - "Crush Tonight"
- Blazin' Hip Hop & R & B
- The Best Man (OST)
- Men in Black (OST) -"I'm Feelin' You"
- Down to Earth (OST) -"Can You Tell It's Me"
- Nas -"The Best Of" - "You Owe Me" (feat. Ginuwine)
- Love Don't Cost a Thing (OST) -"How Far Will You Go"
- Deliver Us From Eva (OST) -" Excusses"
- P.Diddy & Bad Boy Records Present: "We Invented the Remix"
- Heat (OST) -"Two Sides To A Story"
- 2001 : Take Away (feat. Missy Elliott)
- 2009 : Get Involved (Feat. Timbaland & Missy Elliott)

## Récompenses & Nominations
- BET Awards
  - 2003: Best Male R&B Artist, (nommé)
- American Music Awards
  - 2003: Favorite Male R&B Artist, (nommé)
  - 2002: Favorite Male R&B Artist, (nommé)
  - 2000: Favorite Male R&B Artist, (nommé)
- Soul Train Music Awards
  - 2000: Best R&B/Soul Male Single ("So Anxious"), (nommé)
  - 2000: Best R&B/Soul Male Album (100% Ginuwine), (Gagnant)